# Charles Osgood
Pour les articles homonymes, voir Osgood.
Charles Egerton Osgood est un linguiste et psychologue américain de la seconde moitié du XXe siècle, connu pour la technique d'évaluation de l'organisation mentale des notions pour un sujet, connue comme échelle sémantique différentielle qu'il a développée avec son équipe.

## Biographie
Charles Osgood naît à Somerville, dans le Massachusetts. Il obtient son doctorat en psychologie à l'Université Yale en 1945. Il est professeur de psychologie à l'Université de l'Illinois à Urbana-Champaign de 1949 à 1984, puis devient enseignant-chercheur à l'Institut de recherche en communications (ICR). Il est directeur de l'ICR de 1957 à 1984. 
Il obtient le prix de la contribution scientifique de l'American Psychological Association (1960) et le prix Kurt Lewin (1971). Il est président de l'American Psychological Association en 1963.
Charles Osgood meurt le 15 septembre 1991.

## Échelle d'Osgood
Parmi ses réalisations, celle qui a connu la plus grande diffusion est l'échelle sémantique différentielle, ou échelle d'Osgood (1957). Elle se présente sous la forme d'un item de questionnaire où le sujet est invité à exprimer son positionnement dans un dipôle d'antagonistes (le nombre de choix étant à l'origine de sept, mais ce nombre est actuellement très variable). Si le projet initial d'Osgood était de produire un profil psychologique à partir de données sémantiques, le management et la mercatique se sont saisis de l'outil pour faire des enquêtes de satisfaction, du profilage DRH, des études de marché, etc.

## Publications
- Method and Theory in Experimental Psychology, Oxford University Press, 1956.
- avec George Suci & Percy Tannenbaum, The Measurement of Meaning. University of Illinois Press, 1957.  (ISBN 0-252-74539-6).
- « Suggestions for Winning the Real War with Communism », Journal of Conflict Resolution, Vol. 3 (1959), p. 295–325.
- « Reciprocal Initiative », in The Liberal Papers, Doubleday/Anchor, 1962.
- An Alternative To War Or Surrender, University of Illinois Press, Urbana, 1962.
- avec S. Miron Murray (dir.), Approaches to the Study of Aphasia, University of Illinois Press, 1963.
- Perspective in Foreign Policy.  Palo Alto: Pacific Books, 1966.  ASIN B0007DRMIS.
- avec William S. May, & Murray S. Miron, Cross Cultural Universals of Affective Meaning. University of Illinois Press, 1975.  (ISBN 0-252-00426-4).
- Focus on Meaning: Explorations in Semantic Space. Mouton Publishers, 1979.
- Psycholinguistics, Cross-Cultural Universals, and Prospects for Mankind. Praeger Publishers, 1988.  (ISBN 0-03-059433-2).
- avec Oliver Tzeng (dir.), Language, Meaning, and Culture: The Selected Papers of C. E. Osgood. Praeger Publishers, 1990.  (ISBN 0-275-92521-8).